# カステル・モッローネ
カステル・モッローネ（伊: Castel Morrone）は、イタリア共和国カンパニア州カゼルタ県にある、人口約3,600人の基礎自治体（コムーネ）。

## 地理

### 位置・広がり

#### 隣接コムーネ
隣接するコムーネは以下の通り。括弧内のBNはベネヴェント県所属を示す。
- カイアッツォ
- カープア
- カゼルタ
- リマートラ (BN)
- ピアーナ・ディ・モンテ・ヴェルナ

### 気候分類・地震分類
カステル・モッローネにおけるイタリアの気候分類 (it) および度日は、zona D, 1549 GGである。
また、イタリアの地震リスク階級 (it) では、zona 2 (sismicità media) に分類される。

## 行政

### 分離集落
カステル・モッローネには、以下の分離集落（フラツィオーネ）がある。
- Annunziata, Balzi, Casale, Gradillo, Grottole, Largisi, Pianelli, Sant'Andrea, Torone, San Mauro